# Paecilomyces clavisporus
Paecilomyces clavisporus är en svampart som beskrevs av Hammill 1970. Paecilomyces clavisporus ingår i släktet Paecilomyces och familjen Trichocomaceae.   Inga underarter finns listade i Catalogue of Life.